# Burgwald Dinklage

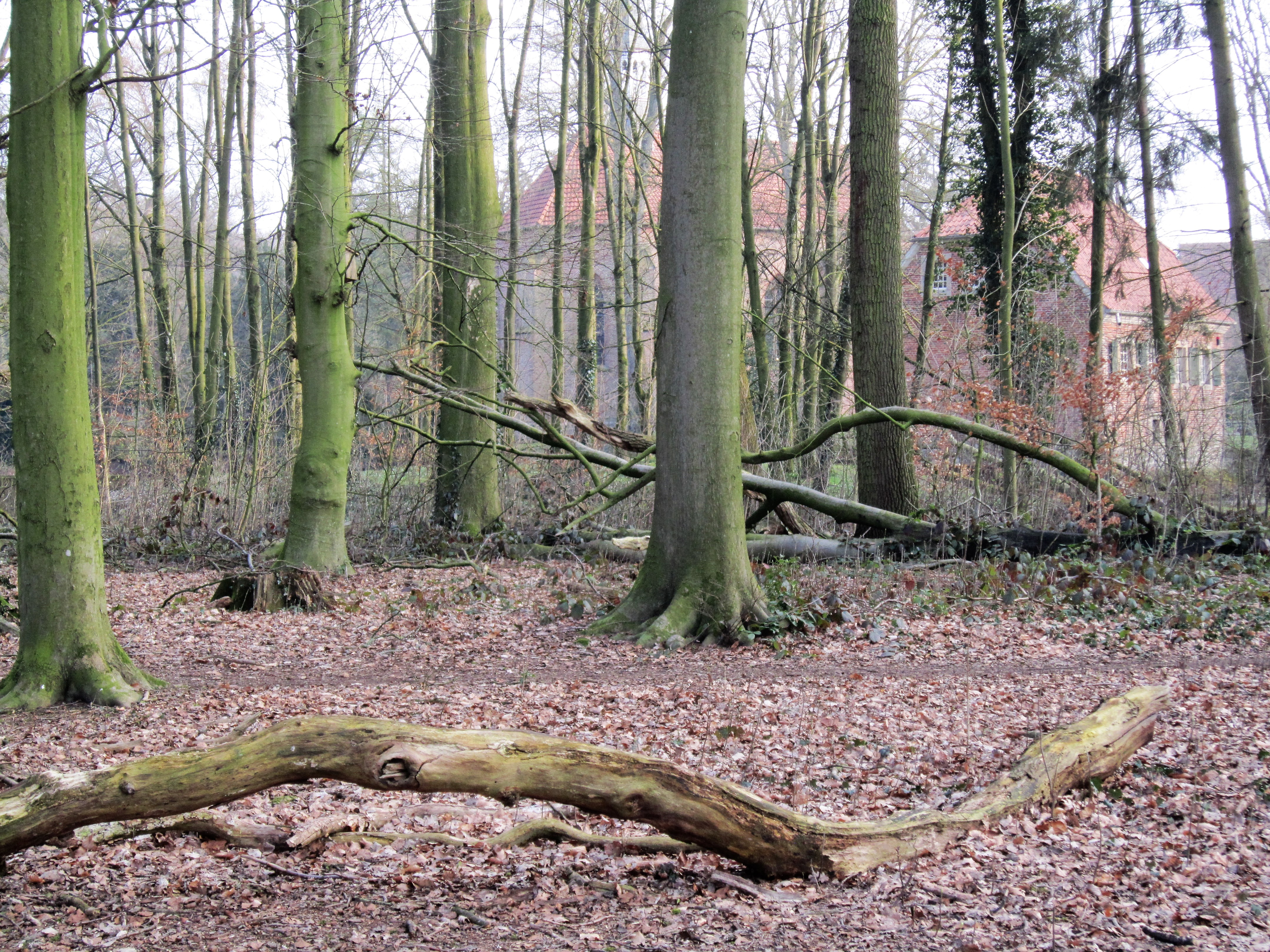
Naturbelassener Laubwald im Naturschutzgebiet mit Gebäuden der Burg Dinklage im Hintergrund

Als Burgwald Dinklage wird ein Kulturlandschaftsraum in Dinklage im niedersächsischen Landkreis Vechta bezeichnet. In ihm befindet sich ein Waldgebiet, das im Westen des Ortskerns beginnt und sich nach Osten bis zur Bundesautobahn 1 hinzieht. Die Autobahn verläuft am östlichen Rand des Burgwalds auf dem Gebiet der Stadt Lohne. Burgwald Dinklage ist auch der Name eines 2017 gebildeten Naturschutzgebietes.

## Umgebung
Das Naturschutzgebiet grenzt im Norden an den Autobahnzubringer Dinklages und im Osten an die A1. Im Westen grenzt es an das Kloster Burg Dinklage, dessen Haupt- und Nebengebäude nicht in das NSG einbezogen sind, sowie teilweise an die Wohnbebauung der Stadt Dinklage. Nach Süden grenzen landwirtschaftliche Nutzflächen an das Naturschutzgebiet.

## Schutzgebiet
Im Jahr 1983 wurden der Dinklager Burgwald und seine im Süden angrenzenden Flächen als Landschaftsschutzgebiet mit dem Namen „Burg Dinklage“ (Kennzeichen VEC 00049) ausgewiesen. Im Oktober 2017 wurde auf einem Großteil des Landschaftsschutzgebietes das rund 126 Hektar große Naturschutzgebiet mit dem Kennzeichen NSG WE 291 gebildet. In dieses ist eine 118,31 Hektar große Fläche integriert, nämlich das seit 1992 bestehende Flora-Fauna-Habitat-Gebiet „Wald bei Burg Dinklage“.
Die im Jahr 2017 in das NSG aufgenommene Pferdekoppel südwestlich der Burg Dinklage ist nicht Teil des FFH.
Weder zum FFH- noch zum Naturschutzgebiet gehören mehrere Teile des Landschaftsschutzgebiets „Burg Dinklage“ (VEC 00049), die seit 2017 weiterhin lediglich durch ihren Status als Landschaftsschutzgebiet naturschutzrechtlich geschützt sind: 
- der heute Wildpark Dinklage genannte, 27 ha große Tierpark[4] (das Gelände ist seit dem 1. Januar 2023 Eigentum der Stadt Dinklage; es wird vom neuen Naturschutzgebiet im Norden, Osten und Süden umschlossen);[5]
- die ehemalige Burg Dinklage mitsamt ihrer Nebengebäude;
- bewaldete Gebiete westlich der Zufahrt zum Kloster Burg Dinklage und
- landwirtschaftlich genutzte Gebiete südlich des Waldrandes.

Zuständige untere Naturschutzbehörde für alle genannten Schutzgebiete ist der Landkreis Vechta.

## Kulturlandschaftsraum
Der Burgwald Dinklage wurde im Jahr 2019 als eine von vier „Kulturlandschaftsräumen und historischen Kulturlandschaften landesweiter Bedeutung in Niedersachsen“ im Oldenburger Münsterland in die Liste des Niedersächsischen Landesbestriebs für Wasserwirtschaft, Küsten- und Naturschutz (NLWKN) aufgenommen (unter der Nr. HK 34). Im Sinne dieser Einordnung ist der Burgwald „ca. 1,6 km²“ groß. Aus der beigefügten Karte ist ersichtlich, dass bei dieser Berechnung das Naturschutzgebiet, das Wildparkgebiet und das Areal der Burg Dinklage als Einheit betrachtet werden. Der NLWKN betont an erster Stelle, dass die Burg Dinklage die älteste Wasserburg im Weser-Ems-Gebiet sei. Neben der Klosteranlage und ihrer Umgebung weise auch der Burgwald kulturhistorische Bedeutung auf. Zu nennen seien z. B. die an die ehemalige Hutenutzung erinnernden Hutebäume, das von der Familie von Galen als „Tiergarten“ mit einem parkartigen Wegenetz versehene Wildgehege, die ehemalige Ferdinandsburg oder das zur Speisung des Gräftensystems dienende Grabennetz, das noch einige Brücken und Wehre aufweist.

## Schutzziele und Artenschutz
Geschützt werden soll der Burgwald Dinklage als naturnaher historischer Waldstandort. Ein Anliegen von Naturschützern ist es, die Vielfalt (auch seltener) Tier- und Pflanzenarten zu erhalten. An einem Wasserhaushalt im Gleichgewicht ist eine Vielzahl von Bevölkerungsgruppen interessiert, vor allem auch Menschen, die von Hochwasserschäden, von Wassermangel und schlechter Wasserqualität bedroht oder betroffenen sind. 

### Flora

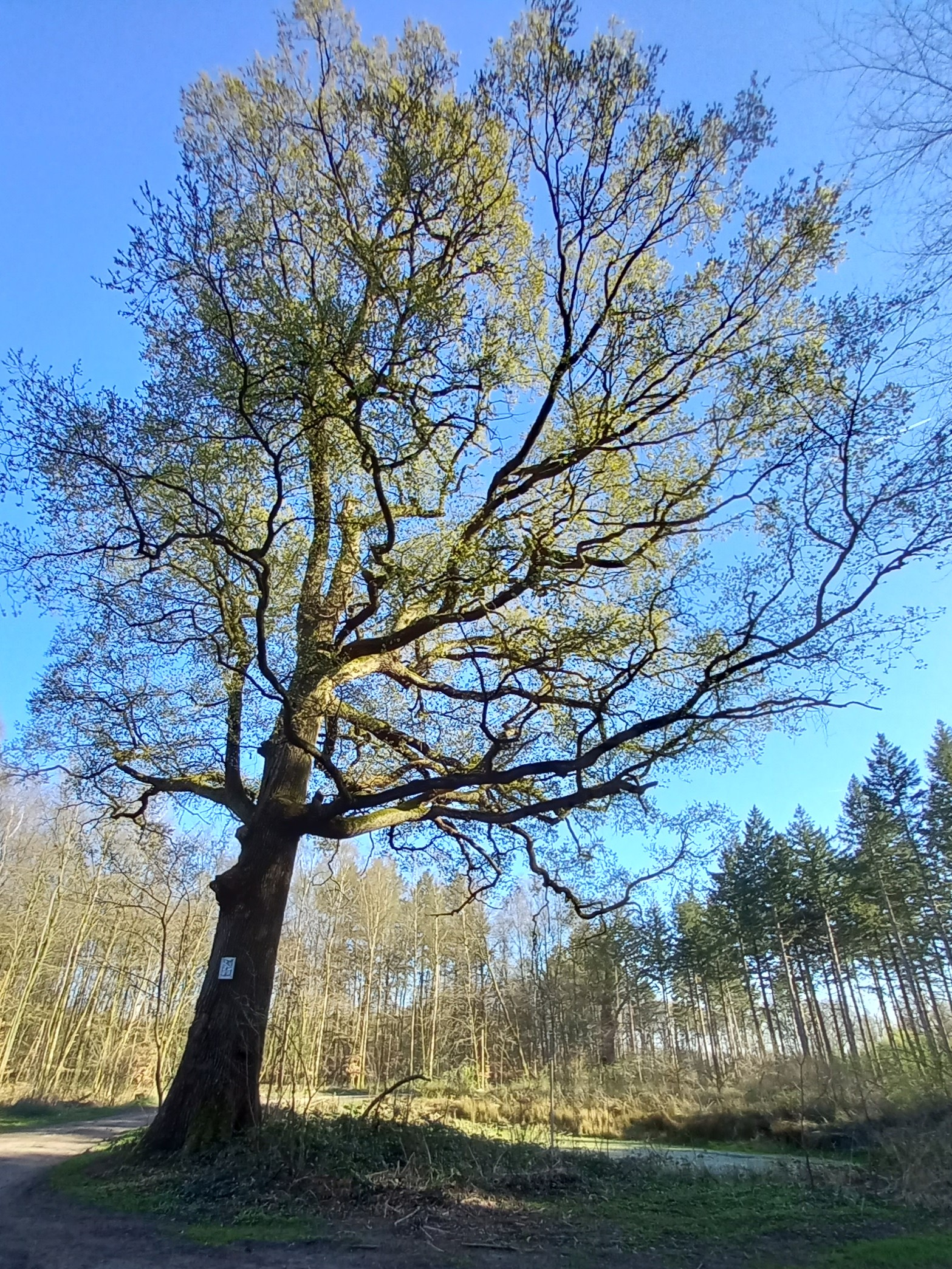
Naturdenkmal (Eiche) hinter dem Ostende des Wildparks

Die Baumbestände des Burgwalds sind als Hainsimsen-Buchenwälder mit Rotbuchen, Stiel- und Traubeneichen, Sandbirken und Ebereschen, Eichen-Hainbuchenwälder mit Stieleichen und Hainbuchen als dominierenden Baumarten und alte, bodensaure Eichenwälder auf Sandböden mit Steil- und Traubeneichen ausgeprägt. In der Krautschicht siedeln u. a. Schattenblümchen, Siebenstern, Buschwindröschen, Goldnessel, Drahtschmiele, Wald- und Pillensegge und Dornfarn. In die Wälder sind stellenweise alten Huteeichen eingestreut. Die Wälder verfügen über gut ausgeprägte Alt- und Totholzbestände und sollen sich weiter naturnah entwickeln können. Südwestlich des Klosters sind Grünlandbereiche in das Naturschutzgebiet einbezogen.

### Fauna
Das Naturschutzgebiet ist auch Lebensraum einer artenreichen Fauna. So sind hier u. a. Hohltauben, Bunt-, Mittel- und Kleinspechte, Waldlaubsänger und Gartenbaumläufer heimisch. Das Naturschutzgebiet beherbergt viele Lauf-, Blatthorn- und Rüsselkäferarten. Eine Besonderheit ist das Vorkommen des Eremiten. Stillgewässer und andere Feuchtbiotope sind Lebensraum des Kammmolchs und anderer Amphibien.

### Naturnaher Wasserhaushalt

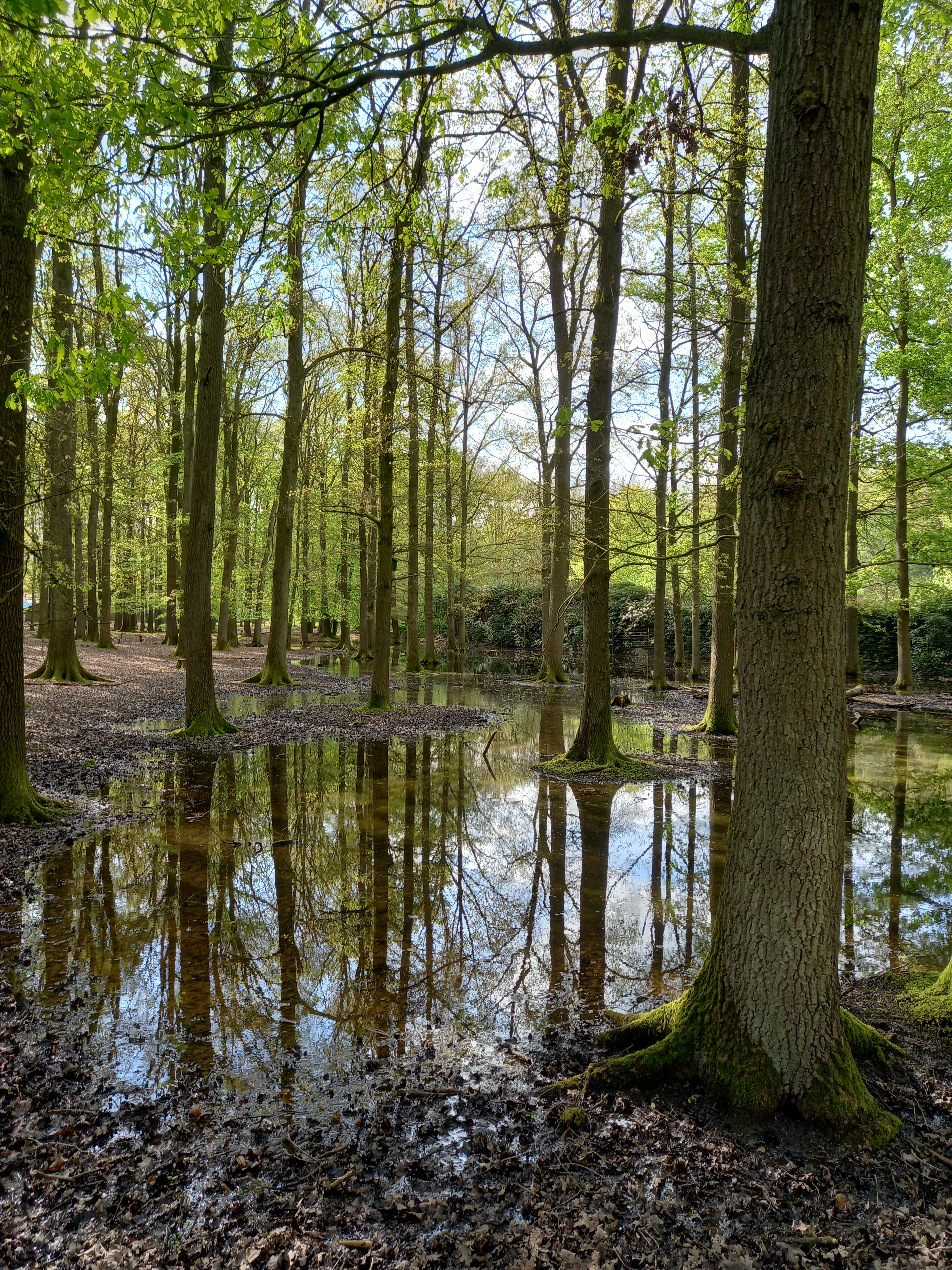
Naturnaher Waldzustand: Nach Monaten mit ergiebigen Regenfällen sank der Wasserstand im Wildpark Dinklage im Frühjahr 2024 nur langsam.

Über Jahrhunderte bestand das Gebiet des heutigen Burgwalds überwiegend aus Bruchwaldflächen. Ursprünglich nannte man den Bereich des heutigen Burgwaldes „Schellbrock“, von „Bruch“, einem feuchten, von Überflutung gekennzeichneten Wald, der sich durch ein sehr geringes Gefälle auszeichnete. Um die für den Betrieb einer Wassermühle erforderliche Fallhöhe zu erreichen, wurde 1462 der Mühlenbach aufgestaut. Beim Bau der Wasserburgen wurde ein künstliches System von Gräften angelegt. Um Staunässe im Bereich der Burg Dinklage zu vermeiden, wurde 1776 ein 12 km langes System von Gräben im Wald angelegt. Da der Trenkampsbach südlich des Waldes deutlich tiefer als die Wassermühle lag, wurde Wasser in Richtung Süden zu diesem Bach abgeleitet. Teile des Bruchwalds wurden gerodet, und die danach freie Fläche wurde als Grünland genutzt, das durch ein Schleusensystem in den Wintermonaten überflutet wurde. Die Anlage eines Rieselwiesensystems im Jahr 1847 führte zu einer weiteren Steigerung der auf dem Grünland erreichbaren Erträge. Nach der Markteinführung von Kunstdünger wurde das Rieselwiesensystem zunehmend als unwirtschaftlich bewertet und zunächst um ein unterirdisch verlaufendes Dränagesystem ergänzt und ab 1920 ersetzt. Ab den 1920er Jahren setzten sich Bestrebungen durch, die Grünland- durch Ackerbauflächen zu ersetzen. Der Trockenlegungseffekt ermöglichte die Anpflanzung von Nadelbäumen im verbliebenen Wald. 

Zu einer weiteren Senkung des Grundwasserspiegels im ehemaligen Bruchwald führte der Bau der Bundesautobahn 1, der eine Ableitung von Wasser aus Brockdorf in den Trenkampsbach erforderlich machte. 
 
Zur Ausweisung des Burgwaldgebiets als Landschaftsschutzgebiet führte im Jahr 1983 der rücksichtslose Umgang eines Privatwaldbesitzers, der um 1980 eine Fläche in der Gesamtgröße von 200 ha vom Grafen von Galen gekauft hatte. Der Agrarindustrielle plante, das von ihm erworbene Land in einen Maisacker umzuwandeln, auf dem er Gülle aus seinen Tierställen aufbringen wollte. Er fühlte sich bei der Umsetzung seines Plans, auf einer großen zusammenhängenden Flächen große Erntemaschinen rentabel einzusetzen, durch Wallhecken behindert. Deshalb holzte er unangekündigt 45 alte Eichen ab. Das Amtsgericht Vechta verurteilte den Agraridustriellen für dieses Vergehen auf der Grundlage des § 303 StGB („Gemeinschädliche Sachbeschädigung“).

## Stellungnahmen

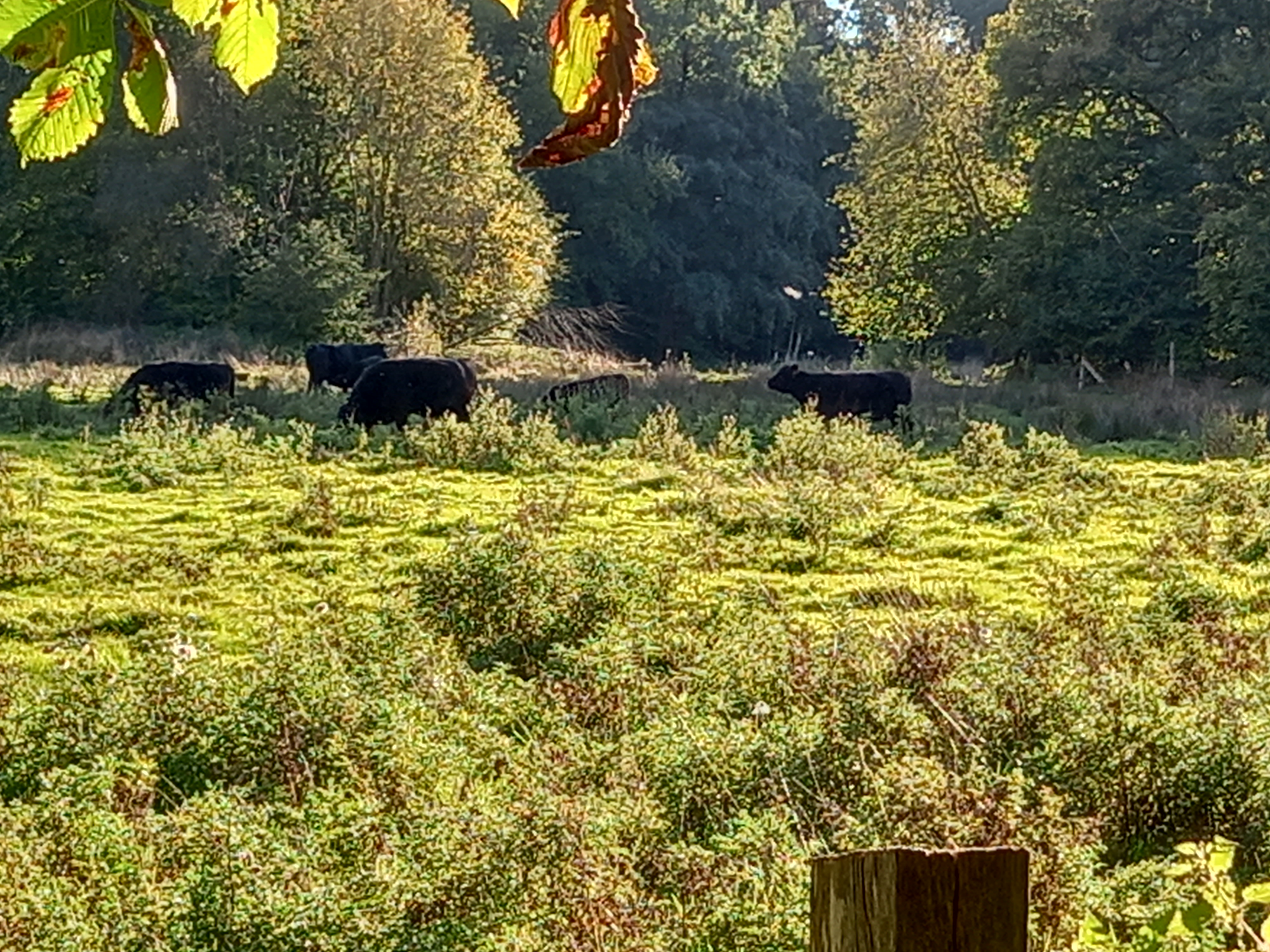
Rinder auf der ehemaligen Pferdekoppel

Der NABU Lohne begrüßt es, dass der Burgwald Lohne seit 2017 unter Naturschutz steht. Insbesondere sei es positiv zu bewerten, dass der seltene Juchtenkäfer effektiver als früher geschützt sei und dass die Pferdekoppel bei der Burg Dinklage in das neue NSG einbezogen worden sei.
Ungelöst sei allerdings nach wie vor der „prekäre Wasserhaushalt“ des NSG; die Verordnung zum NSG regele nicht den „weiterhin desolate[n] Wasserhaushalt des gesamten Burgwald-Komplexes“. Der Burgwald werde umzingelt und isoliert durch voranschreitende Bebauung, und bei anlaufenden Gewerbegebietsplanungen in Dinklage und Lohne werde das Ziel des Biotopverbunds ignoriert. Die Initiative „Pro Natura Landkreis Vechta e. V.“ sammelte 2020 Unterschriften für eine Petition an den Niedersächsischen Landtag mit dem Ziel, eine Bebauung der Flächen östlich des Dinklager Rings zu verhindern. Eine derartige Bebauung werde eine weitere Absenkung des Grundwasserspiegels nördlich des Naturschutzgebietes Burgwald Dinklage zur Folge haben, die sich negativ auf das NSG selbst auswirken werde.
Die OM-Medien meldeten am 18. Mai 2022, dass Staumaßnahmen im Landschaftsschutzgebiet des Burgwalds dazu geführt hätten, dass Wasser länger im Burgwald bleibe. Lang anhaltende und ergiebige Regenfälle sorgten seit dem Herbst 2023 dafür, dass die Grundwasserstände sowohl im Naturschutz- als auch im Landschaftsschutzgebietsteil des Dinklager Burgwalds bis zum Frühjahr 2024 deutlich stiegen. Im Juli 2024 wurde von Forstfachleuten bestätigt, dass sich der Grundwasserstand im Burgwald und damit der Zustand der Vegetation dem „Normalzustand“ vor 2018 angenähert hätten. Es wurden im Sommer 2024 Überlegungen angestellt, ob nicht Maßnahmen ergriffen werden müssten, um Bäume, deren Wurzeln kein dauerhaftes Stehen im Wasser vertragen, vor dem „Ertrinken“ zu retten.
Für das Bundesamt für Naturschutz tätige Gutachter bedauern, dass sie den Burgwald Dinklage wegen seiner geringen Größe nicht in die Liste der Landschaften „mit hoher Bedeutung für das natürliche und kulturelle Erbe“ bzw. „mit hoher Bedeutung für das Landschaftserleben/die landschaftsgebundene Erholung“ hätten aufnehmen können, obwohl es sich bei dem Burgwald um eine der „landesweit historisch bedeutsame[n] Kulturlandschaften“ handele.